# Podor
Ne doit pas être confondu avec Département de Podor.
Podor est une ville et une commune du nord du Sénégal, située à 215 km à l'est de Saint-Louis (Sénégal), sur l'île à Morfil, entre deux bras du fleuve Sénégal.
Ancienne escale fluviale au moment de la pénétration française, elle se trouve au cœur de la région historique du Fouta-Toro.

## Toponymie
D'un point de vue étymologique, le nom de Podor pourrait faire référence aux pots d'or vendus aux premiers commerçants dans cette région aurifère, probablement au XVIIe siècle. Cependant, une autre source suggère qu'il pourrait s'agir du « canari rempli d’or que les Sérères avaient laissé sur place à leur départ et que les populations et les combattants qui revenaient de la bataille de Pété de Tierno Bocar avaient retrouvé, à leur grande surprise ».

## Histoire
Podor est situé dans la région historique du Fouta-Toro, elle est l'ancienne capitale d'un des premiers royaumes de la région, le Tekrour, établi au XIe siècle. Au XVIIe siècle. Soumise à la domination de l'empire du Ghana puis de l'empire du Mali, la ville fut un centre du commerce transsaharien et devient une étape sur la route du royaume de Galam. 

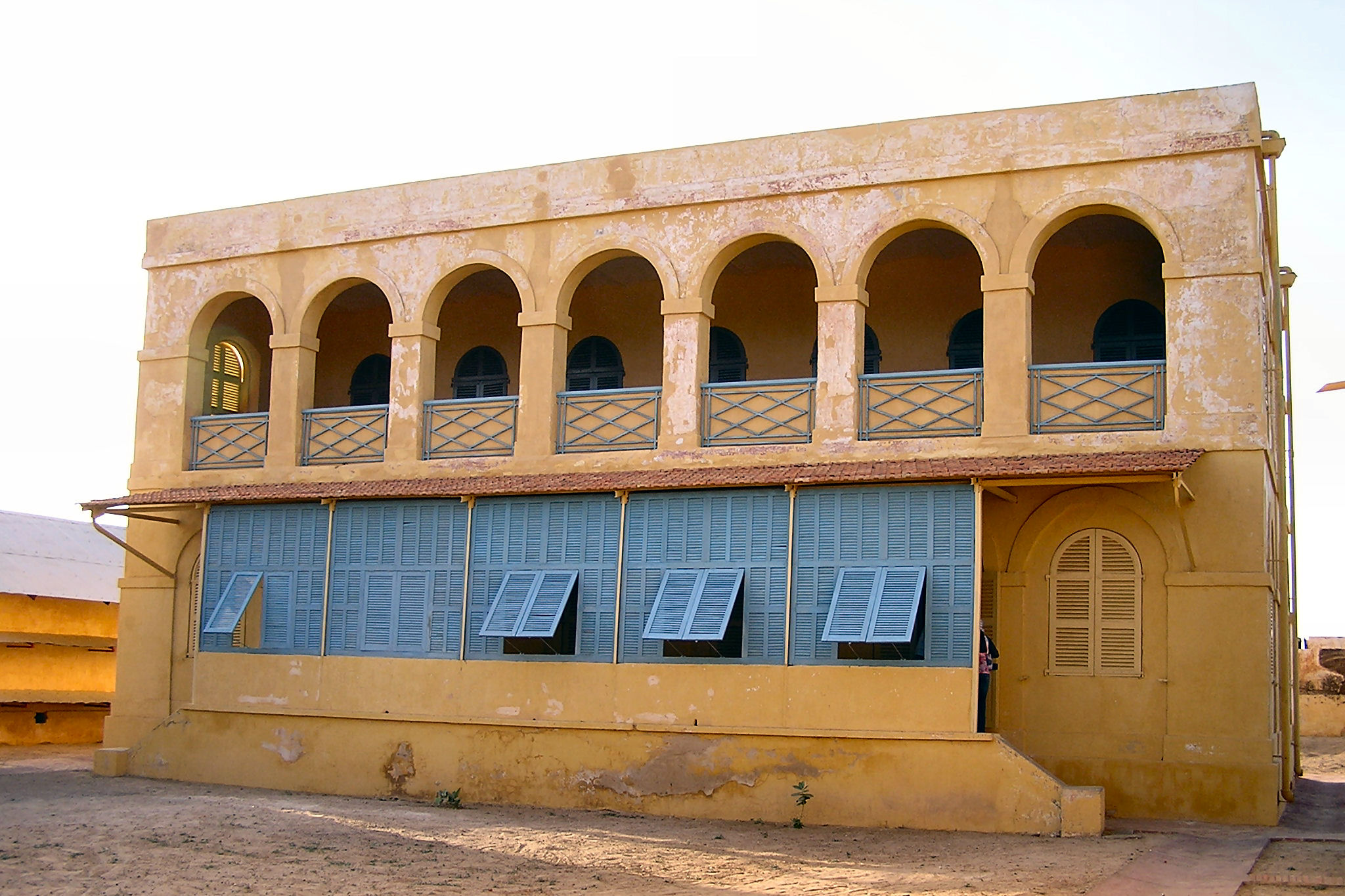
Fort de Podor, bâtiment principal

Soumise à la colonisation française au XVIIIe siècle, cette période est symbolisée par la construction du fort en 1744, reconstruit en 1854 par le Général Louis Faidherbe. Cette infrastructure avait pour but d'assurer une présence française sur le fleuve et à l'intérieur du Sénégal.
Grâce au développement de son comptoir commerciale sur le fleuve, la ville fut un centre économique dans le réseau du bassin du fleuve Sénégal et à l'international, avec le commerce de la gomme arabique, de l’or, de produits artisanaux et manufacturés.
La situation économique a diminué dans les années 1970 avec la construction de la route RN2. L'enclavement de la ville (situé à 22 km de la RN2) et la baisse du trafic fluvial ont fait perdre à la commune son dynamisme commercial et artisanal.
La régulation du débit du fleuve Sénégal à la suite de l’implantation des barrages de Diama et Manantali a eu pour effet la disparition des crues, affectant la pêche traditionnel et l'agriculture de décrue.
Le conflit sénégalo-mauritanien de 1989 a eu pour conséquence principale la perte des terres de la rive droite fleuve Sénégal, cultivé et exploité par les habitants de Podor fragilisant l'agriculture, pilier principal de l’économie.

## Administration
Podor est le chef-lieu du département de Podor. Le plus étendu des trois départements de la région de Saint-Louis.
Érigée en Commune mixte en 1952, la ville a été promue Commune de plein exercice par la loi 60.025 du 1er février 1960.
Elle est divisée en six quartiers : Sinthiane, Lao Demba, Mbodjène, Bir Podor, Thioffy et Souima.

## Géographie
C'est la ville la plus septentrionale du Sénégal. Les localités les plus proches sont Adabai, Dar Cheikh Abdallai, Donaye, Goumel et Diatar.
Dakar, la capitale, se trouve à 487 km.

### Population
Lors des recensements de 1988, 2002 et 2013, la population était respectivement de 7 469, 9 472 et 11 608 habitants.
Selon les estimations de l'ANSD, la commune de Podor compterait 14 687 personnes en 2022.
La population est musulmane à 99 %.

### Activités économiques
Du fait de sa position stratégique, la ville joue depuis longtemps le rôle d'un centre marchand.
Le tourisme s'y développe également, souvent lié à l'intérêt suscité par le fort – restauré en 2006.
Depuis 2005 le Bou-El-Mogdad permet à nouveau de rallier Podor au départ de Saint-Louis, au terme d'une croisière propice à la découverte de la région.

## Culture

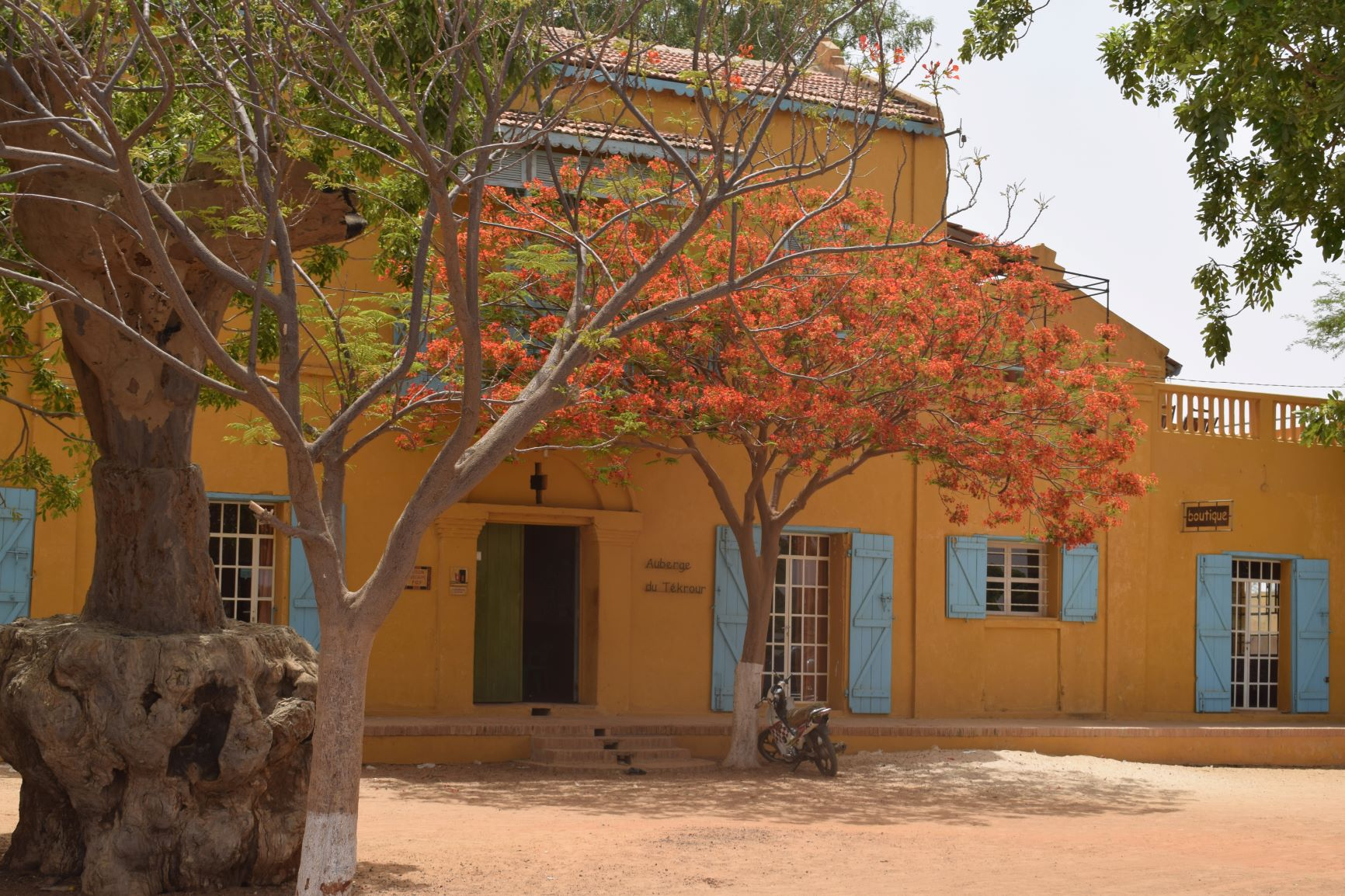
Auberge du Tekrour

Le Fort de Podor abritant une exposition sur l'histoire de la région, l'Auberge du Tekrour à l'angle du quai et les quais de Podor (quai et bâtiments). figurent sur la liste des Monuments historiques classés.
L'écomusée de Podor, ouvert en 2017 retrace l'histoire du commerce fluviale de la ville.
Le studio du photographe sénégalais Oumar LY.
Le festival international les Blues du Fleuve a lieu chaque année au mois de décembre. Initié en 2006 par l'Artiste Chanteur Baba Maal avec pour objectif principal de promouvoir la culture Hal-Pulaar. Il reçoit chaque année de nombreux artistes sénégalais et internationaux.

## Philatélie
En 2004, le Sénégal a émis un timbre consacré au fort de Podor.

## Jumelages
Trappes (France)

## Personnalités nées à Podor
- Boubou Sall, premier maire de Podor, conseiller territorial du Sénégal
- Colonel Mamadou Lamine Ndiaye ancien aide de camp du président Senghor
- Aissata Tall Sall, avocat, maire de la ville
- Taifour Ibra Wane, deuxième maire de Podor
- Baaba Maal, chanteur guitariste
- Dr Boubacar Dankoko, médecin, vice-président du Conseil exécutif de l'Organisation mondiale de la Santé (OMS)
- Mansour Seck, chanteur guitariste
- Abdou Salam Sall, ancien recteur de l'université de Dakar
- Mamadou Niang, général sénégalais
- Dr Ousmane Kane, scientifique, ancien directeur du Centre régional africain de technologie
- Oumar Ly, photographe, né près de Podor
- Pr Saidou Nourou Tall, Membre du Conseil Constitutionnel
- Ngor Sarr, footballeur international sénégalais

### Cartographie
- (fr) Cours du Fleuve du Sénégal depuis Podor jusqu'à son Embouchure. Levé en 1849 ... par M.C. Ploix, et Sondes et Atterrages de St. Louis déterminées en 1850 par M.C.P. de Kerhallet, Paris, 1851 (conservé à la British Library).